# Konservering (museum)
 For alternative betydninger, se Konservering. (Se også artikler, som begynder med Konservering)
Konservering har sin oprindelse fra latin conservare, som betyder 'bevare, holde ved lige'.
Konservering har til formål at modvirke nedbrydning af museumsgenstande gennem påvirkning fra omgivelserne. I modsætning til restaurering som er istandsættelse af genstande så de får deres oprindelige udseende igen.
Kunstkonserveringen (tidligere 'Fælleskonserveringen') er de danske kunstmuseers bevarings- og konserveringscenter, 

## Galleri
- Korbuekrucifiks fra Sigersted Kirke, 2009.
- Korbuekrucifiks fra Sigersted Kirke, 2014, forside før konservering.
- Korbuekrucifiks, bagside er ikke behandlet.
- Korbuekrucifiks, forside efter konservering og restaurering. I kirken.